# Långbent markduva
Långbent markduva (Pampusana longitarsis) är en förhistorisk utdöd fågel i familjen duvor som tidigare förekom på Nya Kaledonien i Melanesien. 

## Utseende och förekomst
Fågeln beskrevs 1989 utifrån subfossila lämningar funna på Nya Kaledonien. Den var en av de största arterna i släktet med väldigt långa men smala tarser. Endast ett fåtal ben är kända, varför det är svårt att säga om fågeln kunde flyga eller inte. Liksom andra utdöda arter som tidigare förekom på Nya Kaledonien försvann den troligen relativt snart efter att människan med medföljande djur kom till ön. 

## Taxonomi och systematik
Ursprungligen placerades arten i släktet Gallicolumba. Studier visar dock att dessa inte är varandras närmaste släktingar, där arterna i Pampusana står närmare australiensiska duvor som Geopelia. Arten är troligen släkt med de övriga markduvorna som förekommer i Stilla havet, vilket betyder att den bör placeras i Pampusana.